# Omaha (pleme)
Omaha - eno od petih plemen indijanskih plemen Dhegiha iz vzhodne Nebraske, sorodnih plemenom Osagam in Kansa, družini Siouan, ki danes živijo v rezervatu Omaha v isti državi. Najbolj znan član plemena Omaha danes je Rodney Arnold Grant (pogosto Rodney A. Grant), ki je postal znan po svoji vlogi (Veter v laseh) v filmu Pleše z volkovi.

## Ime
Ime Omaha, včasih skrajšano na Maha, pomeni tisti, ki gredo gorvodno ali proti toku (tisti, ki gredo gorvodno ali proti toku ali tisti, ki gredo proti vetru ali toku). Druga imena so dobili od plemena Winnebago Ho'-maⁿ-haⁿ. Med Indijanci Skidi (del plemena Pawnee) sta obstajali imeni Puk-tis in U'-aha.

## Zgodovina
Po izročilu so Omaha in druge skupine Dhegiha nekoč živele v dolinah rek Ohio in Wabash. Pleme Quapaw naj bi se prvo ločilo od domovine in se odpravilo po reki Mississippi. Kmalu so Indijanci Omaha in Ponca prišli v kamnolom Pipestone v Minnesoti. Kamnolom Pipestone so držali zelo nevarni Indijanci Sioux, ki so Omahe in Ponce potisnili proti zahodu v današnjo Južno Dakoto, kjer so se Ponce ločili od Omah, Omaha pa so se naselili ob potoku Bow Creek v Nebraski. Od tam so se razširili vse do Platte in Niobrare. Leta 1854 so prodali vso svojo zemljo, razen majhnega območja, za rezervat.
Od nekdanje populacije 2800 Omaha (1780; Mooney) se je njihovo število leta 1802 po epidemiji črnih koz zmanjšalo na le 300. Kasneje se je njihovo število počasi povečevalo in do leta 2000 doseglo 5000. 2005 (5992).

## Etnografija
Omaha kulturno pripada plemenom prerijskih plemen, lovcem na bizone in spretnim konjenikom. Njihova bivališča so bila podobna bivališčem Indijancev Mandan iz območja reke Missouri, vendar so med lovskimi odpravami s seboj nosili kožne šotore. Poleg lova so Omaha, tako kot mnoga prerijska plemena, koruzo. Družba je bila razredno zasnovana, dedovanje pa po moški liniji. Sorodstveni sistem je bil tipa 'Omaha', kot so ga tam prvič preučevali. Čeprav je pleme patrilinearno, je habitat matrilokalni, klan in polovice so eksogamni, vsak klan pa ima svoje verske obrede, osebna imena, tabuje in slog česanja. Polovice (bratovščine) simbolizirajo nebo in zemljo, torej žensko in moško, jug in sever, levo in desno. Koliko klan in polovica vstopata v vsakdanje življenje Omaha Indijancev, je razvidno iz primera, da so med sezonskim lovom na bizone, ko se celotno pleme seli, teepeeji postavljeni v velik krog, ki simbolizira klan in dvojni sistem. Plemenski svet je sestavljalo sedem poglavarjev in pet visokih duhovnikov.